# 사토 아즈사
사토 아즈사(일본어: 佐藤あずさ, 1987년 5월 26일 ~ )는 일본의 배우이다.